# Liga Leumit (calcio)
La Liga Leumit (in ebraico ליגה לאומית‎?, "Lega Nazionale") è la seconda divisione del campionato israeliano di calcio.
Fu la prima divisione dalla stagione 1954-1955 alla stagione 1998-1999, quando venne creata la Ligat ha'Al.

## Formula
Similmente alla Ligat ha'Al, la Liga Leumit si compone di 16 squadre, che si affrontano in un girone all'italiana con partite di andata e ritorno. Al termine della stagione regolare, le squadre sono suddivise in due gironi all'italiana, con partite di sola andata:
- le prime otto classificate si qualificano al girone di play-off, valido a stabilire le squadre saranno promosse in Ligat ha'Al;
- le ultime otto classificate sono inserite nel girone di play-out, valido a stabilire le squadre che saranno retrocesse in Liga Alef.

Nei play-off e nei play-out, le squadre partono con gli stessi punti ottenuti durante la stagione regolare.
Le squadre che giungono ai primi due posti dei play-off sono promosse nella Ligat ha'Al della stagione seguente.
Quelle che si classificano agli ultimi due posti dei play-out sono retrocesse in Liga Alef, venendo rimpiazzate dalle vincitrici dei due gironi in cui è ripartita quest'ultima divisione. 
La terz'ultima classificata dei play-out della Liga Leumit, invece, disputa uno spareggio di promozione/retrocessione contro la squadra che vince i play-off della Liga Alef (ai quali partecipano le squadre classificatesi dal secondo al quinto posto di ciascun girone della terza serie).

## Squadre
Stagione 2024-2025.
- Bnei Yehuda
- Hapoel Afula
- Hapoel Akko
- Hapoel Kfar Saba
- Hapoel Kfar Shalem
- Hapoel Nof HaGalil
- Hapoel Petah Tiqwa
- Hapoel Ra'anana
- Hapoel Ramat Gan
- Hapoel R. HaSharon
- Hapoel Rishon LeZion
- Hapoel Tel Aviv
- Hapoel Umm al-Fahm
- Kafr Qasim
- Maccabi Herzliya
- Maccabi Kabilio Giaffa

## Albo d'oro
| Stagione  | Vincitore              | Altre promozioni                                                                        | Retrocessi                                               |
| --------- | ---------------------- | --------------------------------------------------------------------------------------- | -------------------------------------------------------- |
| 1999-2000 | Hapoel Tzafririm Holon |                                                                                         | Hapoel Ashkelon                                          |
| 2000-2001 | Hapoel Be'er Sheva     | Maccabi Kiryat Gat                                                                      | Hapoel Gerusalemme, Maccabi Ironi Jatt                   |
| 2001-2002 | Hapoel Kfar Saba       | Bnei Yehuda                                                                             | Hakoah Ramat Gan, Hapoel Beit She'an                     |
| 2002-2003 | Maccabi Ahi Nazaret    | Bnei Sakhnin                                                                            | Beitar Be'er Sheva, Maccabi Kfar Kana                    |
| 2003-2004 | Hapoel Haifa           | Nazareth Illit                                                                          | Hapoel Ramat Gan, Maccabi Kiryat Gat                     |
| 2004-2005 | Hapoel Kfar Saba       | Maccabi Netanya                                                                         | Maccabi Ahi Nazaret, Hapoel Tzafririm Holon,             |
| 2005-2006 | Maccabi Herzliya       | Hakoah Ramat Gan                                                                        | Hapoel Rishon LeZion, Maccabi Be'er Sheva                |
| 2006-2007 | Ironi K. Shmona        | Bnei Sakhnin                                                                            | Hapoel Ashkelon, Hapoel Gerusalemme                      |
| 2007-2008 | Hakoah Ramat Gan       | Hapoel Petah Tiqwa                                                                      | Hapoel Rishon LeZion, Nazareth Illit                     |
| 2008-2009 | Hapoel Haifa           | Hapoel Akko, Hapoel Be'er Sheva, Hapoel Ramat Gan, Hapoel Ra'anana, Maccabi Ahi Nazaret | Maccabi Ironi Jatt                                       |
| 2009-2010 | Ironi K. Shmona        | Hapoel Ashkelon                                                                         | Hapoel Gerusalemme, Hapoel Marmorek                      |
| 2010-2011 | Ironi R. HaSharon      | Hapoel Rishon LeZion                                                                    | Maccabi Ironi Jatt, Ahva Arraba                          |
| 2011-2012 | Hapoel Ramat Gan       |                                                                                         | Maccabi I. Bat Yam, Hapoel Herzliya, Maccabi Be'er Sheva |
| 2012-2013 | Maccabi Petah Tikva    | Hapoel Ra'anana                                                                         | Sektzia Ness Ziona , Hapoel Kfar Saba                    |
| 2013-2014 | Maccabi Netanya        | Hapoel Petah Tiqwa                                                                      | Hapoel Katamon G., Hapoel Ashkelon, Maccabi Umm al-Fahm  |
| 2014-2015 | Bnei Yehuda            | Hapoel Kfar Saba                                                                        | Hapoel Ramat Gan, Ironi Tiberias                         |
| 2015-2016 | Ashdod                 | Hapoel Ashkelon                                                                         | Maccabi Yavne, Maccabi Kiryat Gat                        |
| 2016-2017 | Maccabi Netanya        | Hapoel Akko                                                                             | Maccabi Sha'arayim, Hapoel Gerusalemme                   |
| 2017-2018 | Hapoel Tel Aviv        | Hapoel Hadera                                                                           | Maccabi Herzliya, Ironi Nesher                           |
| 2018-2019 | Hapoel Kfar Saba       | Sektzia Ness Ziona                                                                      | Hapoel Marmorek, Hapoel Iksal                            |
| 2019-2020 | Maccabi Petah Tikva    | Bnei Sakhnin                                                                            | Hapoel Ashkelon, Hapoel Bnei Lod                         |
| 2020-2021 | Hapoel Nof HaGalil     | Hapoel Gerusalemme                                                                      | Hapoel Iksal, Hapoel Kfar Shalem                         |
| 2021-2022 | Maccabi Bnei Reineh    | Sektzia Ness Ziona                                                                      | Hapoel Ra'anana, Beitar Tel Aviv Ramla                   |
| 2022-2023 | Maccabi Petah Tikva    | Hapoel Petah Tiqwa                                                                      | Hapoel Ashdod, Maccabi Ahi Nazaret                       |
| 2023-2024 | Ironi K. Shmona        | Ironi Tiberias                                                                          | Ihud Bnei Shefa-'Amr, Sektzia Ness Ziona                 |
| 2024-2025 | Hapoel Tel Aviv        | Hapoel Petah Tiqwa                                                                      | Hapoel Afula, Hapoel Umm al-Fahm                         |